# Hewitt (Wisconsin)
Hewitt é uma vila localizada no estado norte-americano de Wisconsin, no Condado de Wood.

## Demografia
Segundo o censo norte-americano de 2000, a sua população era de 670 habitantes.
Em 2006, foi estimada uma população de 740, um aumento de 70 (10.4%).

## Geografia
De acordo com o United States Census Bureau tem uma área de
2,1 km², dos quais 2,1 km² cobertos por terra e 0,0 km² cobertos por água. Hewitt localiza-se a aproximadamente 384 m acima do nível do mar.

## Localidades na vizinhança
O diagrama seguinte representa as localidades num raio de 20 km ao redor de Hewitt.